# Zacheus
Svatý Zacheus byl vrchním celníkem v Jerichu. Objevuje se v biblickém Evangeliu podle Lukáše. Vzhledem k tomu, že byl malého vzrůstu, při návštěvě Ježíše Krista v Jerichu vylezl na moruši, aby ho spatřil. Když Ježíš přišel k tomuto stromu, na kterém byl Zacheus, řekl mu: „Zachee, pojď rychle dolů, neboť dnes musím zůstat ve tvém domě.“ Po tomto setkání Zacheus rozdal polovinu svého majetku chudým a čtyřnásobně vrátil těm, které ošidil (pokud někoho).
Jméno Zacheus je odvozeno z hebrejského ZAKAJ (זַכַּי), jež znamená „čistý“ , což je možno chápat též ve významu „nevinný“ . Podle křesťanských legend se stal později biskupem v Cesareji.